# Bembecia priesneri
Bembecia priesneri is een vlinder uit de familie wespvlinders (Sesiidae), onderfamilie Sesiinae.
Bembecia priesneri is voor het eerst wetenschappelijk beschreven door Kallies, Petersen & Riefenstahl in 1998. De soort komt voor in het Palearctisch gebied.